# 嗣聖
嗣聖（しせい）は、唐の中宗李顕の治世に使用された元号。684年。

## 西暦・干支との対照表
| 嗣聖 | 元年  |
| 西暦 | 684年 |
| 干支 | 甲申  |